# Mantova–Monselice-vasútvonal
A Mantova–Monselice-vasútvonal egy 84,1 km hosszúságú, normál nyomtávolságú vasútvonal Olaszországban, Mantova és Monselice között. A vonal 3000 V egyenárammal villamosított, fenntartója az RFI.